# Manning (Karolina Południowa)
Manning – miasto w Stanach Zjednoczonych, w stanie Karolina Południowa, siedziba administracyjna hrabstwa Clarendon.